# 印华日报
《印华日报》（ Harian In Hua）是印尼的一份华文报纸，于2014年10月17日在雅加达创刊，由PT Inhua Media Nusantara出版。

## 簡介
《印华日报》主要版面包括印尼新闻、印尼经济、中国新闻、国际新闻、华社风采等，其特色是针对印尼年轻不懂华文的一辈增设2版印尼文版。时任中国驻印尼大使谢锋对《印华日报》创刊发行表示祝贺。他表示，《印华日报》的创刊令人振奋，希望这份报纸越办越好。《印华日报》董事长叶联礼表示，多少年来，印尼华人艰苦拼搏，为印尼的发展繁荣打下稳固基础。《印华日报》在努力推动华族融入印尼主流的同时，也争取让印尼社会更好地了解华族的贡献。叶联礼说，《印华日报》将自己定位为印尼对华友好的桥梁，致力于推动印尼、东盟和大中华地区的经贸合作与文化往来。